# Ден Барроу
Ден Барроу (англ. Dan Barrow, 22 липня 1909 — 4 листопада 1993) — американський академічний веслувальник.
Бронзовий призер Олімпійських Ігор 1936 року в одиночці.